# Kainomyces isomali
Kainomyces isomali är en svampart som beskrevs av Thaxt. 1901. Kainomyces isomali ingår i släktet Kainomyces och familjen Laboulbeniaceae.   Inga underarter finns listade i Catalogue of Life.